# ستيف لوكاتر
ستيف لوكاتر (بالإنجليزية: Steve Lukather) (و. 1957  م) هو عازف قيثارة، ومغني، وعازف بانجو، ومنتج أسطوانات، وكاتب أغاني، ومغن مؤلف، وعازف جاز، وعازف مندولين، وموسيقي جلسات ‏ أمريكي، ولد في لوس أنجلوس، يستخدم آلات قيثارة، بدأ مشواره المهني سنة 1975، هو عضوٌ في توتو.

## التعليم
تعلم في Grant High School (Los Angeles) ‏
.

## وصلات خارجية
- ستيف لوكاتر في قاعدة بيانات الأفلام على الإنترنت